# Лоїс Лейн
Лоїс Лейн (англ. Lois Lane) — вигадана персонажка коміксів видавництва DC Comics. Була створена Джеррі Сігелом і Джо Шустером, вперше з'явилася в коміксі «Action Comics» в червні 1938 року. Вона працює журналісткою газети «Дейлі Пленет» і є головним любовним інтересом Супермена. 
Зовнішність персонажки була взята у Джоан Картер, моделі, найнятої Джеррі Сігелом і Джо Шустером, потім дружини Сігела. Характер базувався на Торч Блейн, героїні однойменної серії фільмів 1930-х, котру зіграла Гленда Фаррелл. Прізвище героїні було взято у Лоли Лейн, котра одного разу грала Торч Блейн. Образ Лоїс Лейн також знаходилася під впливом реальної американської журналістки-розслідувачки Неллі Блай.

## Історія публікацій
Лоїс Лейн дебютувала в коміксі «Action Comics» в червні 1938 року, в першій опублікованій історії про Супермена. Особистість Лоїс Лейн змінювалися протягом багатьох років, залежно від сценаристів коміксів, а також від ставлення до жінок в часи публікацій. В більшості публікацій вона була зображена як рішуча, вольова людина. Лоїс Лейн постійно використовувала безкорисливість Кларка Кента, котра, на її думку, блякне в порівнянні з його альтер-его Супермена.
Зовнішній вигляд Лоїс Лейн залежав від моди, котра панувала в ті часи, а також залежно від екранізацій. В середині 1990-х, коли по телебаченню йшов серіал «Лоїс і Кларк: Нові пригоди Супермена», вона отримала нову зачіску і стала виглядати як акторка Тері Гетчер, котра її грала. Очі героїні були, як правило, фіолетові, щоб відповідати образу із мультсеріалу про Супермена, котрий виходив в ті часи. Традиційно персонажка має чорне волосся, проте в період з 1980-х по 1990-ті роки зображувалася з червонувато-коричневим волоссям.
Лоїс є донькою Елен і Сема Лейн. В перших коміксах її батьки були фермерами в місті під назвою Піттсдейл, сучасні комікси зображують Сема як відставного офіцера, а Лоїс народилася на авіабазі Рамштайн, де пройшла підготовку в області рукопашного бою і володіння вогнепальною зброєю. Лоїс має молодшу сестру — Люсі Лейн.
В більшості історій про Супермена Лоїс Лейн показана як одна з найкращих журналістів в місті і найкраща в газеті, де працює. В золотому та срібному віці коміксів вона постійно підозрювала, що Кларк Кент це Супермен, котрий приховував це від неї. Але розпочинаючи з 1970-х у Лоїс Лейн значно знизився інтерес до таємничої особистості Супермена.
В 1958 році Лоїс Лейн отримала власну серію коміксів під назвою «Superman's Girl Friend, Lois Lane». В центрі уваги були самостійні пригоди героїні. В 1960-ті ця серія коміксів була однією із найпопулярніших серед коміксів від DC Comics і входила в десятку найбільш продаваних коміксів в Америці.
Лоїс Лейн також володіла суперсилами і була супергероїнею. Певний час вона була Супервумен, а також Червоним Торнадо на Землі 2.
Після того, як Кларк Кент зізнався Лоїс Лейн, що він Супермен, вона одружилася з ним у грудні 1996 року в коміксі «Superman: The Wedding Album». Героїня зберегла своє дошлюбне прізвище для професійних цілей.

## Поза коміксами

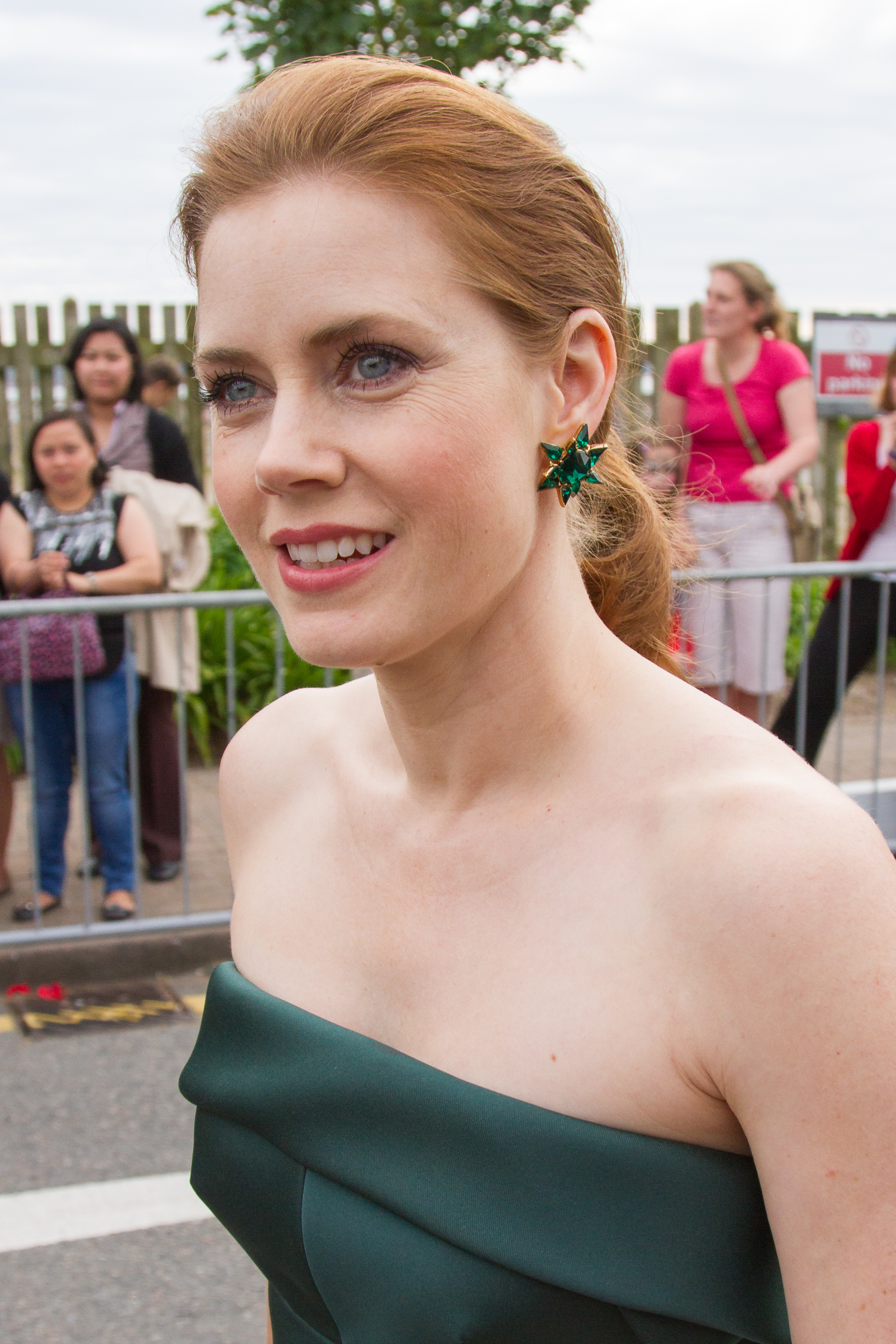
Емі Адамс, прем'єра фільму «Людина зі сталі», 2013

### Фільми

#### Серія фільмів про Супермена
- «Супермен» (1978) у виконанні Марго Кіддер.
- «Супермен 2» (1980) у виконанні Марго Кіддер.
- «Супермен 3» (1983) у виконанні Марго Кіддер.
- «Супермен 4: У пошуках миру» (1987) у виконанні Марго Кіддер.
- «Повернення Супермена» (2006) у виконанні Кейт Босворт.

#### Світи DC
- «Людина зі сталі» (2013) у виконанні Емі Адамс.
- «Бетмен проти Супермена: На зорі справедливості» (2016) у виконанні Емі Адамс.
- «Ліга справедливості» (2017) у виконанні Емі Адамс.

### Серіали
- «Пригоди Супермена» (1952) у виконанні Ноел Нілл у першому сезоні та Філіс Коатс розпочинаючи з другого по шостий сезон.
- «Лоїс і Кларк: Нові пригоди Супермена» (1993) у виконанні Тері Гетчер.
- «Таємниці Смолвіля» (2001) у виконанні Еріки Дюранс.
- «Супермен і Лоїс» (2021- ...) у виконанні Елізабет Таллок[7].